# Заповідник Машату
Запові́дник Маша́ту — одна з найбільших природоохоронних зон ПАР (загальною площею 30 000 га). Заповідник розташований між річками Шаше і Лімпопо. Назва заповідника походить від дерева Mashatu — справжнього листового гіганта.

## Опис
На території Машату можна зустріти рідколісся, савани, болота та невеликі ділянки пісковику. Тут проживають близько 900 слонів, 350 видів птахів, страуси, кору дрохва, леви, леопарди, рисі, плямисті гієни, гепарди, жирафи, куду, зебри Берчелл, їжатці та кажани.

## Туризм
Туристи можуть вирушити як у денне, так і в нічне сафарі, останнє, до речі, найбільш популярне: вночі можна побачити леопардів, кажанів та їжатців — у цей час доби вони найактивніші. На екскурсію можна вирушити на автомобілі, велосипеді, замовити пішу прогулянку в супроводі гіда або ж просто відпочити в на цій заповідній території.